# ویتوریو ساردلی
ویتوریو ساردلی (به ایتالیایی: Vittorio Sardelli) بازیکن فوتبال و اهل ایتالیا است که از سال ۱۹۳۹ میلادی عضو تیم ملی فوتبال ایتالیا بوده و در ۱ بازی ملی حضور داشته‌است. او در بازی‌های ملی‌اش گلی به ثمر نرساند.
ویتوریو ساردلی آخرین بازی ملی خود را در سال ۱۹۳۹ میلادی انجام داد.